# Rose Marie Nijkamp
Rose Marie Nijkamp (* 3. Februar 2006 in Apeldoorn) ist eine niederländische Tennisspielerin.

## Karriere
Nijkamp spielt vor allem auf der ITF Women’s World Tennis Tour, auf der sie bisher drei Titel im Doppel gewinnen konnte.
2021 gewann Nijkamp die Dameneinzel-Konkurrenz des Sparkasse-Westmünsterland-Cups  in Bocholt.
Im Juli 2022 triumphierten sie und Angella Okutoyi in Wimbledon im Juniorinnendoppel. Sie schlugen im Finale das kanadische Team Kayla Cross/Victoria Mboko mit 3:6, 6:4 und [11:9]. Im Juniorinneneinzel erreichte sie das Achtelfinale. Bei den US Open erreichten sie und Okutoyi das Achtelfinale im Juniorinnendoppel.
2024 erreichte sie bei den Australian Open die zweite Runde im Juniorinneneinzel und zusammen mit Vendula Valdmannová das Viertelfinale im Juniorinnendoppel.

## Turniersiege

### Doppel
| Nr. | Datum              | Turnier  | Kategorie | Belag     | Partnerin                 | Finalgegnerinnen              | Ergebnis          |
| --- | ------------------ | -------- | --------- | --------- | ------------------------- | ----------------------------- | ----------------- |
| 1.  | 26. November 2023  | Monastir | ITF W15   | Hartplatz | Mara Gae                  | Yang Yidi Yuan Chengyiyi      | 3:6, 6:3, [11:9]  |
| 2.  | 7. September 2024  | Haren    | ITF W15   | Sand      | Isis Louise van den Broek | Laura Böhner Mina Hodzic      | 4:6, 7:64, [10:6] |
| 3.  | 14. September 2024 | Dijon    | ITF W15   | Sand      | Isis Louise van den Broek | Fabienne Gettwart Mina Hodzic | 7:61, 6:4         |

## Abschneiden bei Grand-Slam-Turnieren

### Juniorinneneinzel
| Turnier         | 2022 | 2023 | 2024 | Karriere |
| --------------- | ---- | ---- | ---- | -------- |
| Australian Open | –    | –    | 2    | 2        |
| French Open     | –    | –    | VF   | VF       |
| Wimbledon       | AF   | –    | 2    | AF       |
| US Open         | –    | –    | —    | —        |

Zeichenerklärung: S = Turniersieg; F, HF, VF, AF = Einzug ins Finale / Halbfinale / Viertelfinale / Achtelfinale; 1, 2, 3 = Ausscheiden in der 1. / 2. / 3. Hauptrunde; nicht ausgetragen

### Juniorinnendoppel
| Turnier         | 2022 | 2023 | 2024 | Karriere |
| --------------- | ---- | ---- | ---- | -------- |
| Australian Open | –    | –    | VF   | VF       |
| French Open     | –    | –    | AF   | AF       |
| Wimbledon       | S    | –    | AF   | S        |
| US Open         | AF   | –    | —    | AF       |